# Hotell Anno 1647

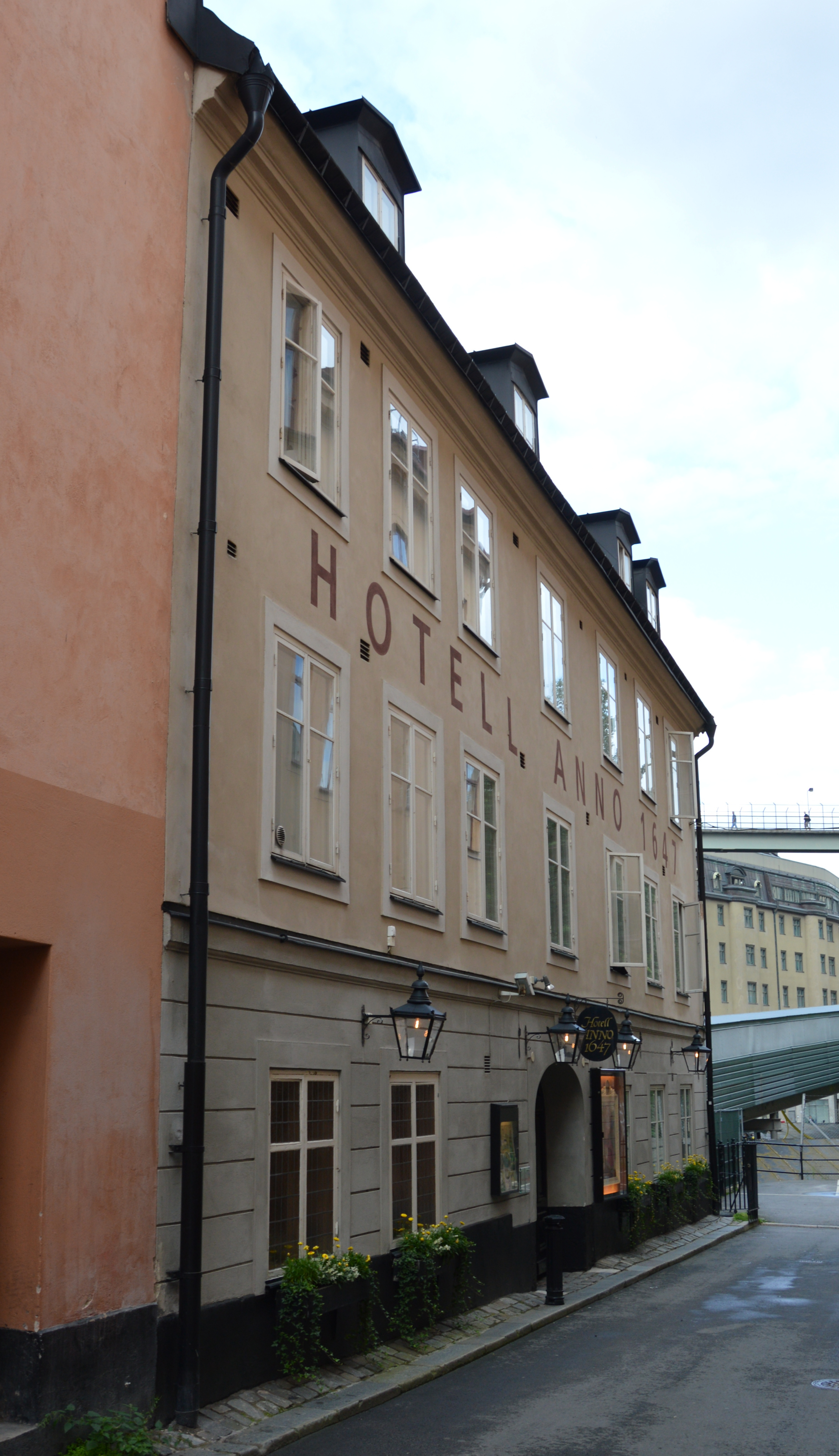
Hotell Anno 1647, Südseite, Mariagränd

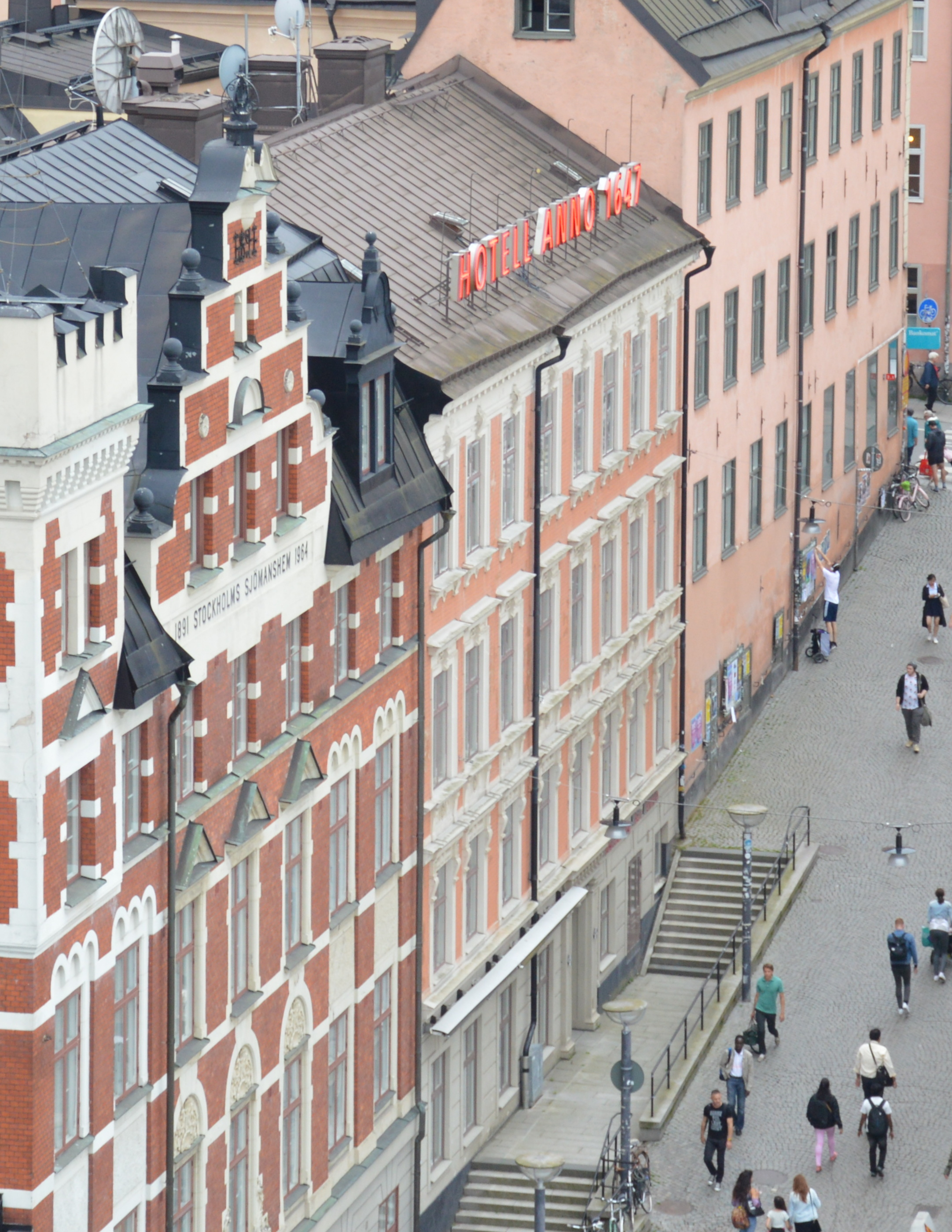
Nordseite, Peter Myndes backe

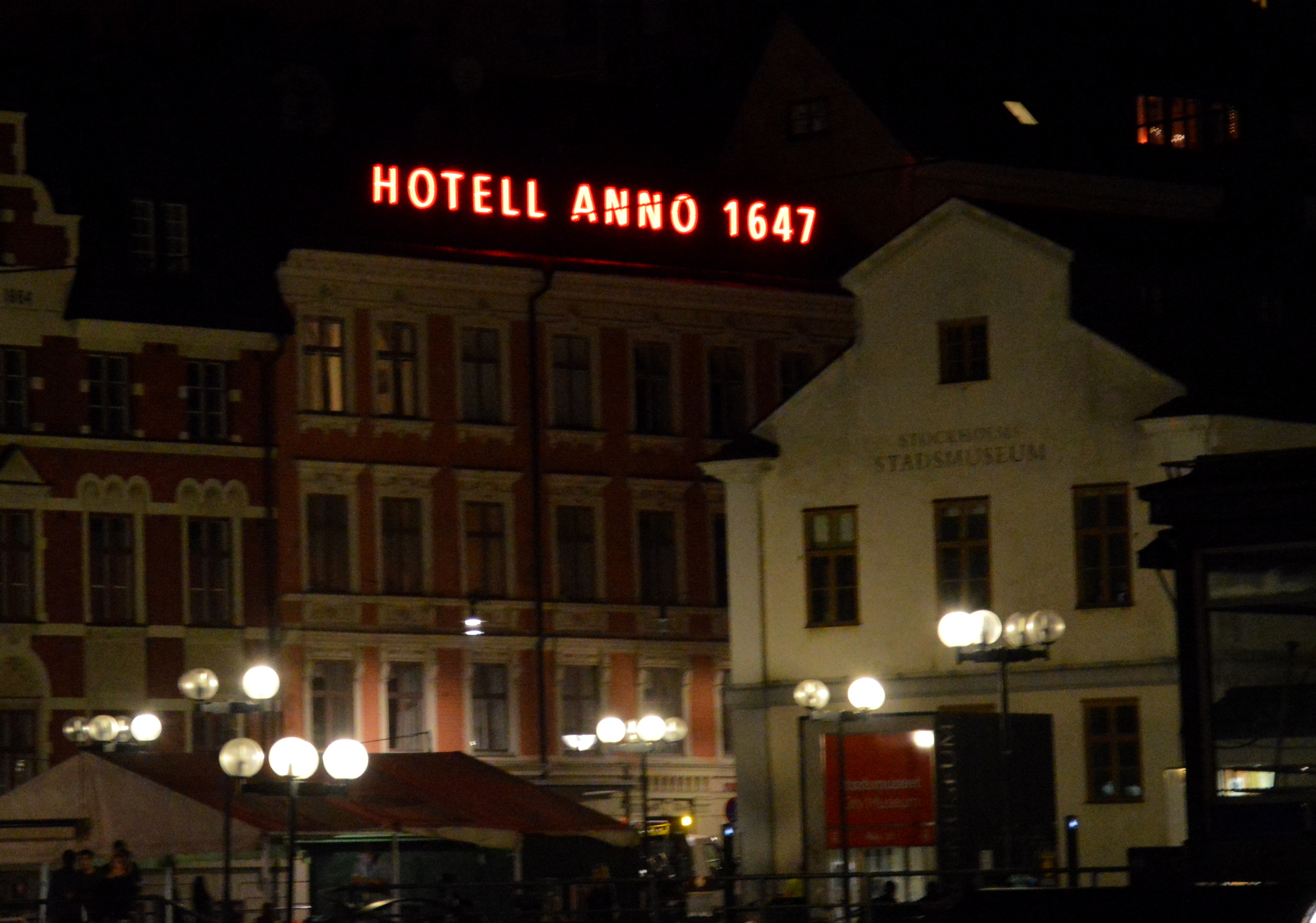
Nordseite bei Nacht

Das Hotell Anno 1647 ist ein Hotel im Stockholmer Stadtteil Södermalm.

## Lage
Das Hotel liegt im Norden Södermalms, südlich des Slussen, unweit des U-Bahnhofs Slussen. Es besteht aus zwei Gebäuden, wobei sich im südlichen, an die Straße Mariagränd grenzenden Gebäude, der Haupteingang befindet. Der nördliche Flügel grenzt an die Straße Peter Myndes backe. Vor dem Nordflügel liegt das Stockholmer Stadtmuseum sowie die Skulptur Humor.

## Ausstattung
Das Hotel verfügt über 42 Zimmer und gehört zu den Worldhotels. Im Erdgeschoss des Nordflügels befinden sich als Bar und Restaurant ausgestattete Räume.

## Geschichte
1647 errichtete der Schneidermeister Frantz Bock hier ein Backsteingebäude. In einem Register aus dem Jahr 1646 ist zu Bock vermerkt, dass er zwei Mitarbeiter hatte und drei Pferde besaß. An der Außenwand des Hauses befindet sich noch heute ein mit seinen Initialen FB und den Initialen seiner Ehefrau MBW versehener Stein. Darüber hinaus befindet sich dort die deutschsprachige Inschrift Godt mit uns. 1674 gehörte das Haus dem Schneidermeister Albrecht Möller, der es 1691 an den aus Holland stammenden Peder Mynder verkaufte, nach dem der angrenzende Hügel benannt ist. Er erhielt die Erlaubnis auf dem Grundstück Tabak zu verarbeiten. Diese Nutzung blieb durch das 18. Jahrhundert hindurch erhalten. Eigentümer des Grundstücks war Johan Hofwing und seine Familie.
Eine Beschreibung des Gebäudes aus dem Jahr 1730 charakterisiert das Haus als viergeschossig und mit roten Dachziegeln bedeckt. Auf dem Hof zu Mariagränd hin befand sich ein dreigeschossiges Gebäude, das heute Teil des Südflügels ist. Der Südflügel erhielt seine heutige Fassade im Jahr 1776. Die Inneneinrichtung ist jüngeren Datums.
Um 1800 gehörte das Anwesen dem Seidenfabrikanten Abraham Rehmal. 1808 wurde es bei einer Auktion vom Gabriel Christian Koschell gehörenden Unternehmen Koschell & Co. erworben. Koschell hatte im Erdgeschoss einen Weinkeller eingerichtet. Märta Helena Reenstierna, schwedische Gutsherrin, Freundin Carl Michael Bellmans und bekannte Autorin von Tagebüchern, notierte in einem ihrer Tagebücher, dass sie in Koschells Keller im Januar 1797 ein Glas portugiesischen Weines getrunken hat. 1813 veräußerten Koschells Erben das Haus an David Ek. Im Laufe des 19. Jahrhunderts wechselte mehrfach der Eigentümer. 1873 erfolgte eine umfangreiche Renovierung. 1897 erwarb das benachbarte Stockholmer Seemannsheim das Anwesen und nahm im Gebäude einen Hotelbetrieb auf.